# Transvulcania
La Transvulcania è una competizione di trail running e skyrunning che si svolge annualmente nell'isola de La Palma sulla distanza di 74,6 km e con un dislivello cumulativo di 8086 m.

## Generalità
Organizzata dal Ministero del Turismo del Cabildo Insular de La Palma, la Transvulcania è una competizione di ultratrail che si svolge nel mese di maggio nei parchi nazionali dell'isola vulcanica di San Miguel de La Palma, isola dell'arcipelago delle Canarie in Spagna, al largo dell'Africa nord-occidentale nell'Oceano Atlantico. L'evento sportivo comprende anche una gara di lunghezza minore, 26,8 km, con un dislivello cumulativo di 2910 metri (2180 ascendenti e 730 discendenti). Nel 2013 l'ultramaratona ha fatto parte della Skyrunner World Series sezione Ultra, circuito internazionale annuale di gare in alta quota. La prima edizione è stata disputata nel 2009.

## Il percorso
La partenza dell'ultramaratona è dal Faro di Fuencaliente, all'estremo sud dell'isola; l'arrivo a Los Llanos de Aridane. Gran parte del percorso di gara si svolge lungo due percorsi ecursionistici del Grand Tour, il GR 130 e GR 131. Il dislivello positivo complessivo è di 4415 metri, mentre quello negativo è di 4110. Il tempo massimo per completare la gara è di 18 ore. Sono previsti in tutto 14 punti di ristoro, 5 solidi e 9 liquidi. L'altitudine più bassa è alla partenza e al porto di Tazacorte, all'incirca al livello del mare; la punta più alta è Roque de los Muchachos, 2426 m s.l.m., verso il 58º chilometro; l'arrivo è a circa 340 m s.l.m. I percorsi sono quasi tutti del tipo single track e il fondo è prevalentemente costituito di sabbia vulcanica compatta.

## Albo d'oro
| Anno | Partecipanti | Paese                  | Maschile                | Tempo    | Paese                    | Femminile          | Tempo     |
| ---- | ------------ | ---------------------- | ----------------------- | -------- | ------------------------ | ------------------ | --------- |
| 2009 | 378          | Spagna (bandiera)      | Salvador Calvo Redondo  | 9h00'36" | Spagna (bandiera)        | Marta Prat Llorens | 13h37'51" |
| 2010 | 647          | Spagna (bandiera)      | Miguel Heras Hernández  | 8h09'32" | Spagna (bandiera)        | Nerea Martínez     | 10h53'33" |
| 2011 | 805          | Spagna (bandiera)      | Miguel Heras Hernández  | 7h32'11" | Spagna (bandiera)        | Mónica Aguilera    | 10h00'03" |
| 2012 | 1492         | Stati Uniti (bandiera) | Dakota Jones            | 6h59'07" | Nuova Zelanda (bandiera) | Anna Frost         | 8h11'31"  |
| 2013 |              | Spagna (bandiera)      | Kílian Jornet i Burgada | 6h54'09" | Svezia (bandiera)        | Emelie Forsberg    | 8h13'22"  |
| 2014 |              | Spagna (bandiera)      | Luis Alberto Hernando   | 6h55'41" | Nuova Zelanda (bandiera) | Anna Frost         | 8h10'41"  |
| 2015 |              | Spagna (bandiera)      | Luis Alberto Hernando   | 6h52'39" | Svezia (bandiera)        | Emelie Forsberg    | 8h33'00"  |
| 2016 |              | Spagna (bandiera)      | Luis Alberto Hernando   | 7h04'44" | Svezia (bandiera)        | Ida Nilsson        | 8h14'18"  |
| 2017 |              | Stati Uniti (bandiera) | Timothy Lee Freriks     | 7h02'03" | Svezia (bandiera)        | Ida Nilsson        | 8h04'17"  |